# Phùng Quang Thanh
Phùng Quang Thanh (Hanoi, 2 febbraio 1949 – Distretto di Ba Đình, 11 settembre 2021) è stato un generale e politico vietnamita. È stato Ministro della difesa del Vietnam dal 2006 al 2016.

## Biografia
Nato nel comune di Thạch Đà, nei pressi di Hanoi nel 1948, nel 1967 si è arruolato nell'Esercito popolare del Vietnam all'età di 18 anni entrando anche nel Partito Comunista del Vietnam, allora noto come Partito dei lavoratori del Vietnam, l'anno successivo.
Prese parte a numerosi scontri della guerra del Vietnam, in particolare la campagna di Quảng Trị e la controffensiva vietnamita all'Operazione Lam Son 719 durante la quale servì come comandante di una compagnia (đại đội trưởng) del 9 battaglione, 64º reggimento, 320ª divisione.
Secondo le fonti ufficiali vietnamite il 10 febbraio 1971 Phùng Quang Thanh al comando di una squadra difese una altura contro una compagnia aviotrasportata dell'Esercito della Repubblica del Vietnam (ARVN) con supporto aereo. La squadra respinse l'attacco uccidendo 38 soldati nemici, otto dei quali eliminati direttamente da Thranh. Due giorni dopo, nonostante una ferita alla mano sinistra, rimase in prima linea al comando dei suoi uomini. Per questo fu decorato con il titolo di Eroe delle forze armate popolari il 20 settembre 1971.
Nel giugno 1971 venne richiamato dalla prima linea per entrare nella Scuola per ufficiali di fanteria e successivamente l'Accademia di fanteria, divenendo in seguito il comandante del 9º battaglione, 320ª divisione, 1º Corpo d'armata a partire dal 1972. Durante la guerra ricevette in totale tre medaglie della liberazione di prima classe, tre menzioni al valore e altre decorazioni.
Dopo la fine della guerra continuò a ricoprire diverse posizioni di comando nel 1º Corpo d'armata, da Capo di stato maggiore del 64º reggimento a comandate ad interim della 312ª divisione nel 1988. Nel 1991, dopo due anni di studio presso l'Accademia militare dell'Unione Sovietica e quella vietnamita venne promosso a comandante della 312ª divisione. In seguito, ha fatto parte dello Stato maggiore generale dell'Esercito popolare dal 1993 al 1997 e comandante della 1ª Zona militare dal 1997 al 2001.
Nel maggio 2001 è diventato Capo di stato maggiore e Viceministro della difesa. Cinque anni dopo è stato eletto membro dell'ufficio politico del Partito Comunista del Vietnam, diventando Ministro della difesa al posto del generale Phạm Văn Trà.
Durante il 2015 il suo stato di salute è stato oggetto di illazioni vista la sua assenza da una serie di cerimonie ufficiali.
L'8 aprile 2016, durante la undicesima sessione della XIII Assemblea nazionale è stato sostituito come Ministro della difesa da Ngô Xuân Lịch.